# فرانك هوي
فرانك هوي (بالإنجليزية: Frank Hoy)‏ هو مصارع محترف بريطاني، ولد في 19 أكتوبر 1934 في Enniskillen ‏ في المملكة المتحدة، وتوفي في 21 أبريل 2005 في Stranraer ‏ في المملكة المتحدة.

## روابط خارجية
- فرانك هوي على موقع CageMatch worker (الإنجليزية)